# La muerte de Sebastián Arache y su pobre entierro
 La muerte de Sebastián Arache y su pobre entierro és una pel·lícula de l'Argentina filmada en Eastmancolor dirigida per Nicolás Sarquís sobre el seu propi guió escrit segons el seu argument escrit en col·laboració amb Luis Priamo i Haroldo Conti que es va estrenar el 17 de març de 1983 i que va tenir com a actors principals a Raúl Parini, Raúl del Valle, Luisa Vehil, Héctor Posadas i Marta Roldán. Va ser filmada a Patquía, Campos de Talampaya, província de La Rioja.

## Producció
Va començar a rodar-se en 1972 i va estar cinc mesos paralitzat per la mort de l'actor Raúl de la Vall. Es va reiniciar a l'abril de 1974 i es va finalitzar al mes següent. L'armat final, incloent-hi sonorització, música i doblatge, és de 1976 i al març de l'any següent ja estava la versió definitiva de la pel·lícula. El film va ser exhibit en els Festivals de Canes, Mont-real, Tunísia i Valladolid.

## Sinopsi
Sebastián Arache visita el poble dels seus pares buscant les seves arrels.

## Repartiment
Van participar en la pel·lícula els següents intèrprets:
- Raúl del Valle …Juan Gregorio Valdez
- Augusto Kretschmar …Segundo Sosa
- Héctor Posadas …Abel Bazán
- Marta Roldán …Manuela Sosa
- Luisa Vehil …Ana Tamayo
- Jorge Asís …Fábulo Vega
- María Cignacco …Mujer de Sosa
- Raúl Parini …Sebastián Arache
- Juan Carlos Ricci …Miguel Sosa
- Amanda Sáenz Valiente …Bernabé
- Petrona Vera …Una dona
- Juan Luna
- Severo Carrizo
- Juan Tobarés
- José Torchima
- Reyes Verón - Dona ajudant del teler
- Mario Luis Contreras -Nen que sosté un gos
- Chazo Bazán
- Domingo Núñez
- Osvaldo Sarquís …Veu en off
- Anastasio Quiroga …Ve uen off
- Cristina Aroca …Veu en off
- Luis Priamo …Veu en off
- Elena Tasisto …Veu de la dona de la llum
- María José Demare …Una altra dona
- Franklin Caicedo...Doblatge
- Héctor Bidonde …Doblatge
- Marta Gam …Doblatge
- Márgara Alonso …Doblatge
- Susana Lanteri …Doblatge

## Comentaris
Adrián Desirato a La Prensa va opinar:
| « | «…d'arrabassat alè poètic. Respira un profund sentiment llatinoamericà encara que…es converteix en una reflexió universal sobre l'home.» | » |

Manrupe i Portela escriuen:
| « | «…un dels últims exemples del bon cinema antropològic.» | » |

Humor opinó:
| « | «… les virtuts de Sebastián Arache són destacables per si soles…aconsegueix atreure principalment per presentar un quadre d'audàcia i imaginació, atípic en la nostra petitíssima “pantalla gran”…tanta segura plasticitat, tanta absència deliberada de recerca taquillera, només poden obeir a una càmera severament ocupada de la seva pròpia sensibilitat….suma al de la seva implacable honestedat, un altre mèrit interessant: el de la seva temàtica….quan s'enfosqueix aquest protagonisme per a erigir com a absolut el del paisatge… la pel·lícula es fa perillosament lenta i necessitada de síntesi. I s'abandona el conflicte central “Fill-Pare Desaparegut” que …no mereix ser traït en el seu interès anecdòtic. …“Tal vegada em va faltar una bona dosi de racionalitat per aconseguir un resultat menys el·líptic, més directe, menys intemporal”, expressa (Sarquís), sense enemistar-se amb la seva llibertat reeixida. Més enllà de lentituds en excés acurades, i de dictats plàstics potser massa severs envers els actors i el seu desenvolupament, Sebastián Arache és una estrena que val aplaudir. Perquè sempre és necessari aplaudir a l'artista que es juga amb les seves imatges, a l'artista que per això mateix, no abandona la puresa.» | » |